# Marked Tree
Marked Tree è una città degli Stati Uniti d'America situata nello Stato dell'Arkansas, nella Contea di Poinsett.